# San Juan del Molinillo
San Juan del Molinillo – gmina w Hiszpanii, w prowincji Ávila, w Kastylii i León, o powierzchni 35,79 km². W 2011 roku gmina liczyła 289 mieszkańców.